# Flez-Cuzy
Flez-Cuzy est une commune française, située dans le département de la Nièvre en région Bourgogne-Franche-Comté.

## Géographie

### Hydrographie
L'Yonne, le ruisseau d'Assenet, le ruisseau des Naudins sont les principaux cours d'eau parcourant la commune.

### Climat
Pour des articles plus généraux, voir Climat de la Bourgogne-Franche-Comté et Climat de la Nièvre.
En 2010, le climat de la commune est de type climat océanique dégradé des plaines du Centre et du Nord, selon une étude du Centre national de la recherche scientifique s'appuyant sur une série de données couvrant la période 1971-2000. En 2020, Météo-France publie une typologie des climats de la France métropolitaine dans laquelle la commune est exposée à un climat océanique altéré et est dans la région climatique  Centre et contreforts nord du Massif Central, caractérisée par un air sec en été et un bon ensoleillement.
Pour la période 1971-2000, la température annuelle moyenne est de 11,3 °C, avec une amplitude thermique annuelle de 16,5 °C. Le cumul annuel moyen de précipitations est de 839 mm, avec 12 jours de précipitations en janvier et 7,9 jours en juillet. Pour la période 1991-2020, la température moyenne annuelle observée sur la station météorologique de Météo-France la plus proche, « Clamecy », sur la commune de Clamecy à 13 km à vol d'oiseau, est de 11,5 °C et le cumul annuel moyen de précipitations est de 707,4 mm. 
La température maximale relevée sur cette station est de 40,7 °C, atteinte le 25 juillet 2019 ; la température minimale est de −14 °C, atteinte le 9 février 2012,,.
Les paramètres climatiques de la commune ont été estimés pour le milieu du siècle (2041-2070) selon différents scénarios d'émission de gaz à effet de serre à partir des nouvelles projections climatiques de référence DRIAS-2020. Ils sont consultables sur un site dédié publié par Météo-France en novembre 2022.

## Urbanisme

### Typologie
Au 1er janvier 2024, Flez-Cuzy est catégorisée commune rurale à habitat dispersé, selon la nouvelle grille communale de densité à sept niveaux définie par l'Insee en 2022.
Elle est située hors unité urbaine. Par ailleurs la commune fait partie de l'aire d'attraction de Clamecy, dont elle est une commune de la couronne,. Cette aire, qui regroupe 45 communes, est catégorisée dans les aires de moins de 50 000 habitants,.

### Occupation des sols
L'occupation des sols de la commune, telle qu'elle ressort de la base de données européenne d’occupation biophysique des sols Corine Land Cover (CLC), est marquée par l'importance des territoires agricoles (95,5 % en 2018), une proportion sensiblement équivalente à celle de 1990 (95,7 %). La répartition détaillée en 2018 est la suivante : prairies (78,4 %), terres arables (17,1 %), zones urbanisées (2,9 %), forêts (1,6 %). L'évolution de l’occupation des sols de la commune et de ses infrastructures peut être observée sur les différentes représentations cartographiques du territoire : la carte de Cassini (XVIIIe siècle), la carte d'état-major (1820-1866) et les cartes ou photos aériennes de l'IGN pour la période actuelle (1950 à aujourd'hui).

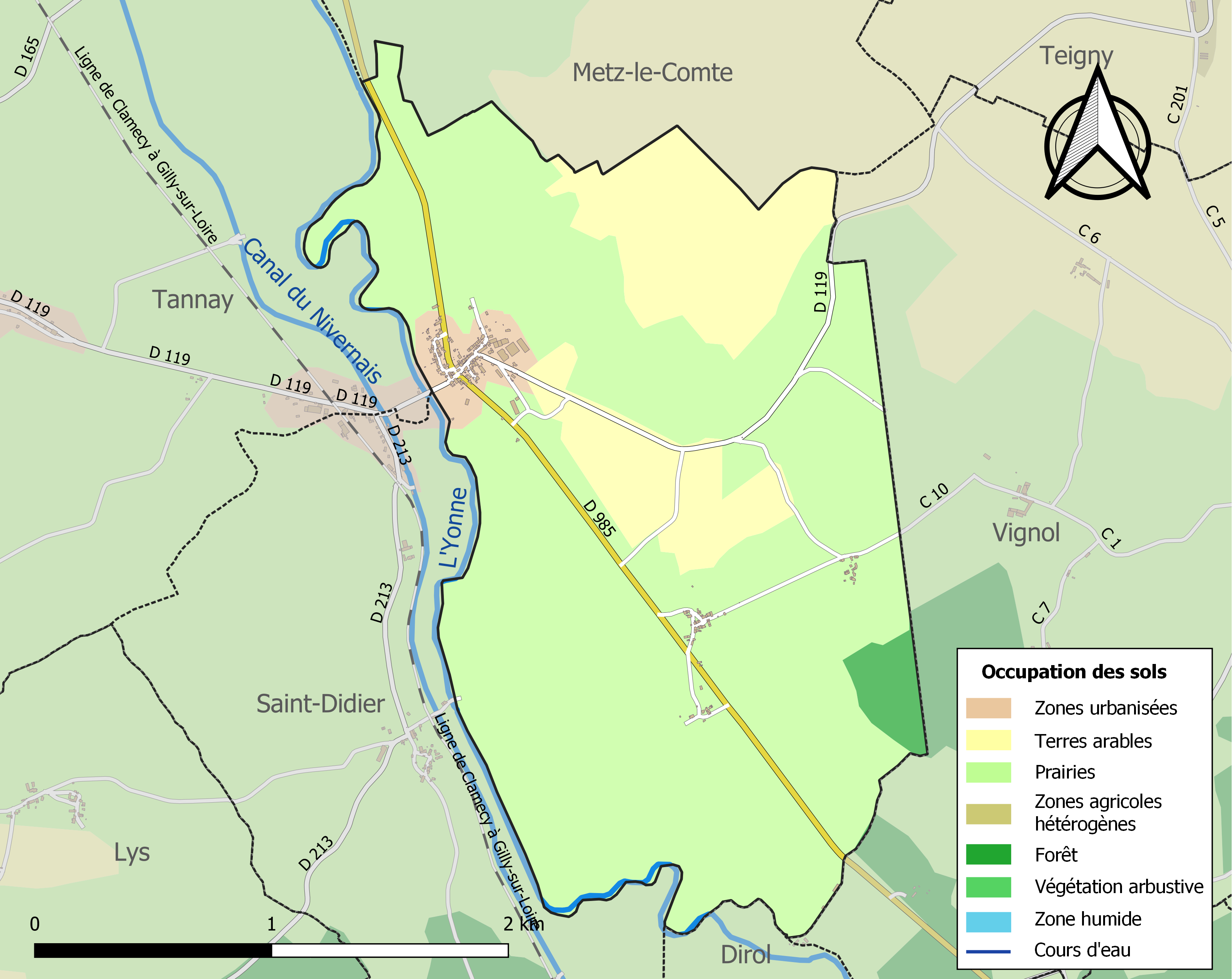
Carte des infrastructures et de l'occupation des sols de la commune en 2018 (CLC).

## Histoire
Sur le territoire de la commune se trouvait la commanderie de Villiers, dépendance de l'Ordre Teutonique.
Claude Chevalier, seigneur de Mons en 1526. Il appartient à une importante famille patricienne de Clamecy remontant au XIVe siècle.
En 1540, Claude de Perrin, écuyer, est seigneur de Mont en la paroisse de Cuzy .
Philibert de Lanvaulx. Ecuyer, seigneur de Mons, décédé avant 1586. Sa veuve Judith de Loron se remarie en 1586 avec Hardy de Longueville, seigneur de Domecy-sur-Lavaut en partie

## Politique et administration
| Période                                  | Période            | Identité                          | Étiquette                     | Qualité     |
| ---------------------------------------- | ------------------ | --------------------------------- | ----------------------------- | ----------- |
| - mars 2008                              | mars 2008 en cours | Pierrot Laguigner Patrick Rousset | Sans étiquette Sans étiquette | Agriculteur |
| Les données manquantes sont à compléter. |                    |                                   |                               |             |

## Démographie
L'évolution du nombre d'habitants est connue à travers les recensements de la population effectués dans la commune depuis 1793. Pour les communes de moins de 10 000 habitants, une enquête de recensement portant sur toute la population est réalisée tous les cinq ans, les populations de référence des années intermédiaires étant quant à elles estimées par interpolation ou extrapolation. Pour la commune, le premier recensement exhaustif entrant dans le cadre du nouveau dispositif a été réalisé en 2005.

En 2022, la commune comptait 133 habitants, en stagnation par rapport à 2016 (Nièvre : −3,28 %, France hors Mayotte : +2,11 %).
| 1793 | 1800 | 1806 | 1821 | 1831 | 1836 | 1841 | 1846 | 1851 |
| ---- | ---- | ---- | ---- | ---- | ---- | ---- | ---- | ---- |
| 375  | 343  | 333  | 329  | 383  | 328  | 341  | 355  | 368  |

| 1856 | 1861 | 1866 | 1872 | 1876 | 1881 | 1886 | 1891 | 1896 |
| ---- | ---- | ---- | ---- | ---- | ---- | ---- | ---- | ---- |
| 338  | 369  | 323  | 349  | 333  | 324  | 344  | 325  | 304  |

| 1901 | 1906 | 1911 | 1921 | 1926 | 1931 | 1936 | 1946 | 1954 |
| ---- | ---- | ---- | ---- | ---- | ---- | ---- | ---- | ---- |
| 284  | 261  | 227  | 250  | 246  | 225  | 194  | 167  | 199  |

| 1962 | 1968 | 1975 | 1982 | 1990 | 1999 | 2005 | 2006 | 2010 |
| ---- | ---- | ---- | ---- | ---- | ---- | ---- | ---- | ---- |
| 155  | 134  | 127  | 110  | 116  | 131  | 134  | 131  | 123  |

| 2015 | 2020 | 2022 | - | - | - | - | - | - |
| ---- | ---- | ---- | - | - | - | - | - | - |
| 132  | 130  | 133  | - | - | - | - | - | - |

## Culture locale et patrimoine

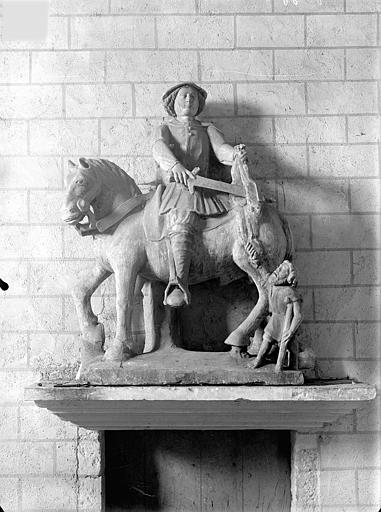

### Lieux et monuments
- Église Saint-Martin, édifice paroissial :
  - La Charité de Saint Martin, XVIe siècle, groupe en pierre avec des traces de polychromie,  Classé MH (1922)[20]
- Gare de Flez-Cuzy - Tannay, située sur la ligne de Clamecy à Gilly-sur-Loire.

### Personnalités liées à la commune
- Famille de Monts. Selon l'Armorial du Nivernais du comte de Soultrait, le lignage remonte à Bodo de Monts, qui donne des terres à son parent, Landry, comte de Nevers à la fin du Xe siècle. Elle fournit des seigneurs à Monts (1327-1362), Lys (1327, 1328), Montjou (1327, 1332). Ce lignage a pour armes D'azur, semé de billettes d'or, au lion de même brochant sur le tout, analogue à celles des comtes de Nevers. De ce fait, il suggère que cette famille soit parente de la première Maison des comtes de Nevers.

- Anaïs Beauvais (1832-1898), peintre née à Flez-Cuzy